# 부군면협의회
부군면협의회(府郡面協議會)는 일제강점기 조선의 지방의회로 기초의회였다. 부협의회, 군협의회, 읍협의회, 면협의회의 총칭으로 1910년부터 1946년 3월 24일까지 존속하였다. 주민 직선제였지만 지역의 명망 높은 인사를 선출하는 일종의 천거 형식이었고, 정당은 존재하지 않았다. 부윤, 군수, 읍장, 면장 이하의 인사에 어느 정도 개입할 수 있었다. 도평의회와는 달리 1920년부터 주민 직선제가 되었으며, 1930년 부, 군, 면회로 개정되었다가, 1945년 9월 2일 미군정에 의해 효력 정지, 1946년 3월 14일 최종 폐지되었다. 한국 최초의 기초 의회이자 지방 자치단체였다.

## 개요
처음에는 조선총독부에서 각 부청, 군청, 읍사무소, 면사무소의 자문기관으로 설치하였다가 나중에는 의회 형식으로 운영되었다. 처음에는 추천, 천거 형식이었다가 나중에는 주민 직선제로 바뀌었지만 사실상 지역의 명망 높은 인사를 추천하는 형식이었다.
1920년 7월에 부제와 면제, 그리고 학교비와 지방비로 운영되는 각 지방단체 규정을 개정하여 공선제 또는 임명제의 행정 자문기관을 설치하였다. 이 개정에서 임명제였던 부협의회원을 민선제로 전환하고, 면은 지정면과 보통면의 2종으로 구분하여 조선총독부 총독이 지정한 지정 면(전국에 24개 소)에 있어서는 선거제로, 기타의 보통면에서는 군수 또는 도사가 명하는 임명제로 하였으며, 면협의회는 면의 자문에 응하게 하였다.
당시 도회, 부회, 읍회, 면협의회 선거의 선거권은 그 자격 기준이 국세 5원 이상으로 규정되어 있었다.
1930년 조선총독부 행정기관 개편령에 의해 부회, 군회, 읍회, 면회로 명칭이 개정되었으며, 1945년 9월 2일 미군정 주둔 후 효력이 정지되었다.
1946년 3월 14일 미군정 법령 제60호에 의해 지방의회가 해산되자 도의회, 부의회, 읍회, 면협의회, 각 군, 도의 학교 평의회는 모두 해산되었다. 따라서 도지사, 부윤, 군수, 읍면장은 국가의 지방 행정 기관으로서 지방 단체인 도, 부, 읍, 면의 의사 기관인 동시에 집행 기관으로서 군정이 명하는 것에 따라 사무를 처리하였다.

## 같이 보기
- 도평의회
- 지방 자치
- 대한민국의 지방의회
- 기초의회
- 광역의회
- 주민자치위원회
- 일본 제국 귀족원
- 중의원
- 지방 자치 단체
- 지방제도

## 참고 자료
- 한국법제연구회, 미군정법령총람 (한국법제연구회, 1971) p.139
- 한국정치연구회, 《한국 정치사》 (백산서당, 1990) 75페이지
- 최유리, 《일제 말기 식민지 지배정책연구》 (국학자료원, 1997) 242페이지
- 이충호, 《조선 통치 비화》 (국학자료원, 2012)
- 鄭肯植, 《朝鮮總督府法令史料I: 支配機構, 立法》 (韓國法制研究院, 1996) 36페이지, 205페이지
- 서울특별시사편찬위원회, 《서울 抗日獨立運動史》 (서울특별시사편찬위원회, 2009) 402페이지